# Mirkovec Breznički
Mirkovec Breznički is een plaats in de gemeente Breznica in de Kroatische provincie Varaždin. De plaats telt 99 inwoners (2001).